# Firnis
Firnis (njem.: firnis) je sredstvo za impregniranje drvenih površina prije lakiranja uljenim ili alkidnim bojama, a naneseno u dva do tri sloja služi kao lak za drvo.

## Svojstva
Sastoji se od sušivog ulja (laneno ulje) s dodatcima za ubrzanje sušenja (sušila).
Npr. poznat je olovov(II) oksid (PbO) i laneno ulje kuhano sa sikativom, daje - firnis.
Za bolju penetraciju razrjeđuje se tzv. lak-benzinom (frakcija destilacije nafte s vrelištem 130 do 190 °C).

Za ubrzanje sušenja katkad se dio lanenoga zamijeni drvnim uljem. Dodatkom fungicida postiže se otpornost na djelovanje gljivica i plijesni.
Osnovni mu je nedostatak sporo sušenje; površina ostaje ljepljiva i nekoliko dana, pa su ga iz uporabe gotovo potpuno istisnule impregnacije na bazi sintetskih smola. Slabog je sjaja i manje otpornosti od lakova.